# Виркстенис
Ви́ркстенис, Ви́ркстеню или Ви́ркстени (латыш. Virkstenis, Virksteņu ezers, Virkstēnu ezers, Virkstiņu ezers) — озеро в Берзаунской волости Мадонского края Латвии. Относится к бассейну Даугавы.
Площадь водной поверхности — 7,1 га. Наибольшая глубина — 4 м.